# Kolë Suma Heqimi
Kolë Suma Heqimi född 1765, död 1832, var den första albanska läkaren. Heqimi studerade i Venedig och var anställd av Mustafa Pash Bushatlliu, viziren (guvernören) av Shkodra, Albanien under Osmanska riket. 1824 reste han med guvernör Bushatilliu till slaget vid Vidini och fyra år senare deltog han i det rysk-turkiska kriget. Heqimi var läkare i över 42 år fram till sin död i Venedig 1832. 
Familjens hus i Shkoder är idag ett museum. 